# Area panoramica nazionale (Scozia)

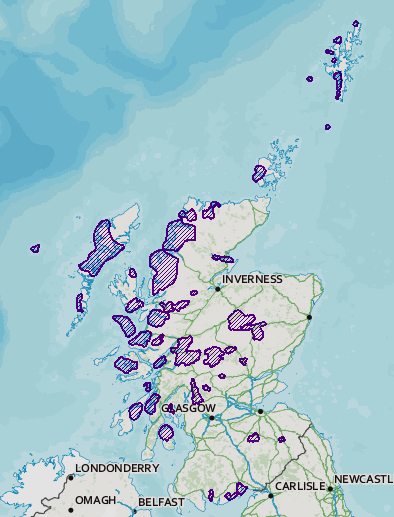
Mappa delle aree panoramiche nazionali della Scozia

L'area panoramica nazionale (National Scenic Area = NSA) è una denominazione di conservazione utilizzata in Scozia e amministrata dallo Scottish Natural Heritage (SNH). 

## Caratteristiche
Lo scopo della designazione è quello identificare le aree con scenari eccezionali e proteggerle da uno sviluppo inappropriato. Attualmente ci sono 40 aree sceniche nazionali in Scozia, che coprono il 13% della superficie terrestre. Le aree protette dalla designazione sono considerate rappresentative della bellezza paesaggistica "popolarmente associata alla Scozia e per la quale è rinomata". In quanto tali, si trovano principalmente nelle aree montuose remote della Scozia,  malgrado questa debolezza sia stata poi corretta dal SNH nel 1997. Le aree panoramiche nazionali coprono tuttavia anche paesaggi marini e circa il 26% della superficie totale protetta dalla designazione di fatto interessa zone marine. La designazione si basa principalmente sulle qualità paesaggistiche, sebbene le aree sceniche nazionali designate possano avere altre qualità speciali, ad esempio legate alla cultura, storia, archeologia, geologia o fauna selvatica. Le aree con tali qualità possono essere protette da altre designazioni (ad es. Riserva naturale nazionale) che si sovrappongono alla designazione NSA.
Le aree panoramiche nazionali sono designate dalla IUCN come Paesaggi protetti di categoria V, la stessa categoria internazionale dei due parchi nazionali scozzesi. Nel Regno Unito la designazione NSA è considerata equivalente alle aree di straordinaria bellezza naturale (AONB) di Inghilterra, Galles e Irlanda del Nord.
La designazione dell'area panoramica nazionale non ha un profilo elevato rispetto ad altre denominazioni di conservazione utilizzate in Scozia: nel 2018 un sondaggio del National Trust for Scotland ha rilevato che solo 20 % degli scozzesi era "consapevolmente a conoscenza" delle aree panoramiche nazionali, rispetto all'80% dei parchi nazionali.

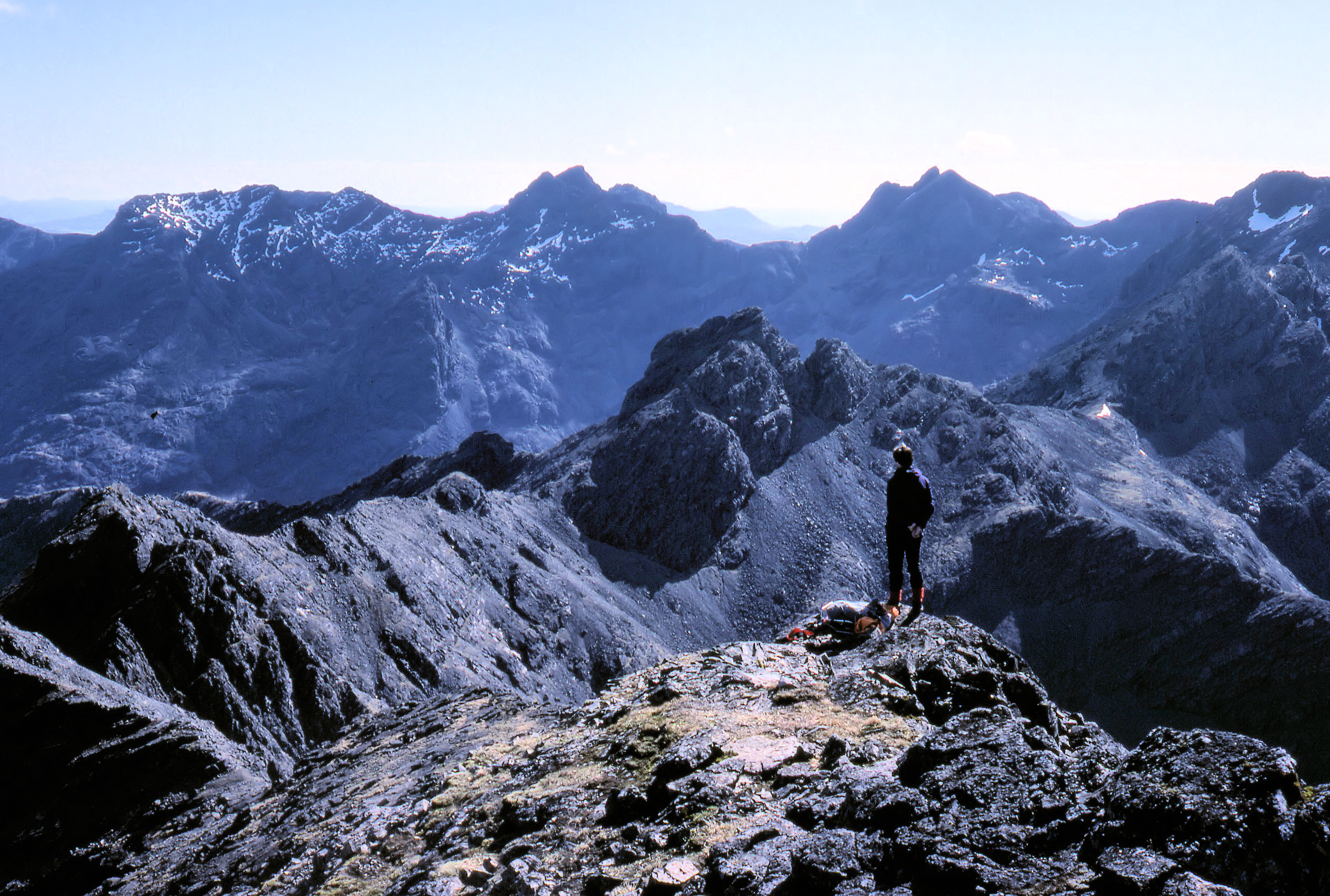
L'area panoramica nazionale delle colline di Cuillin.

## Gestione

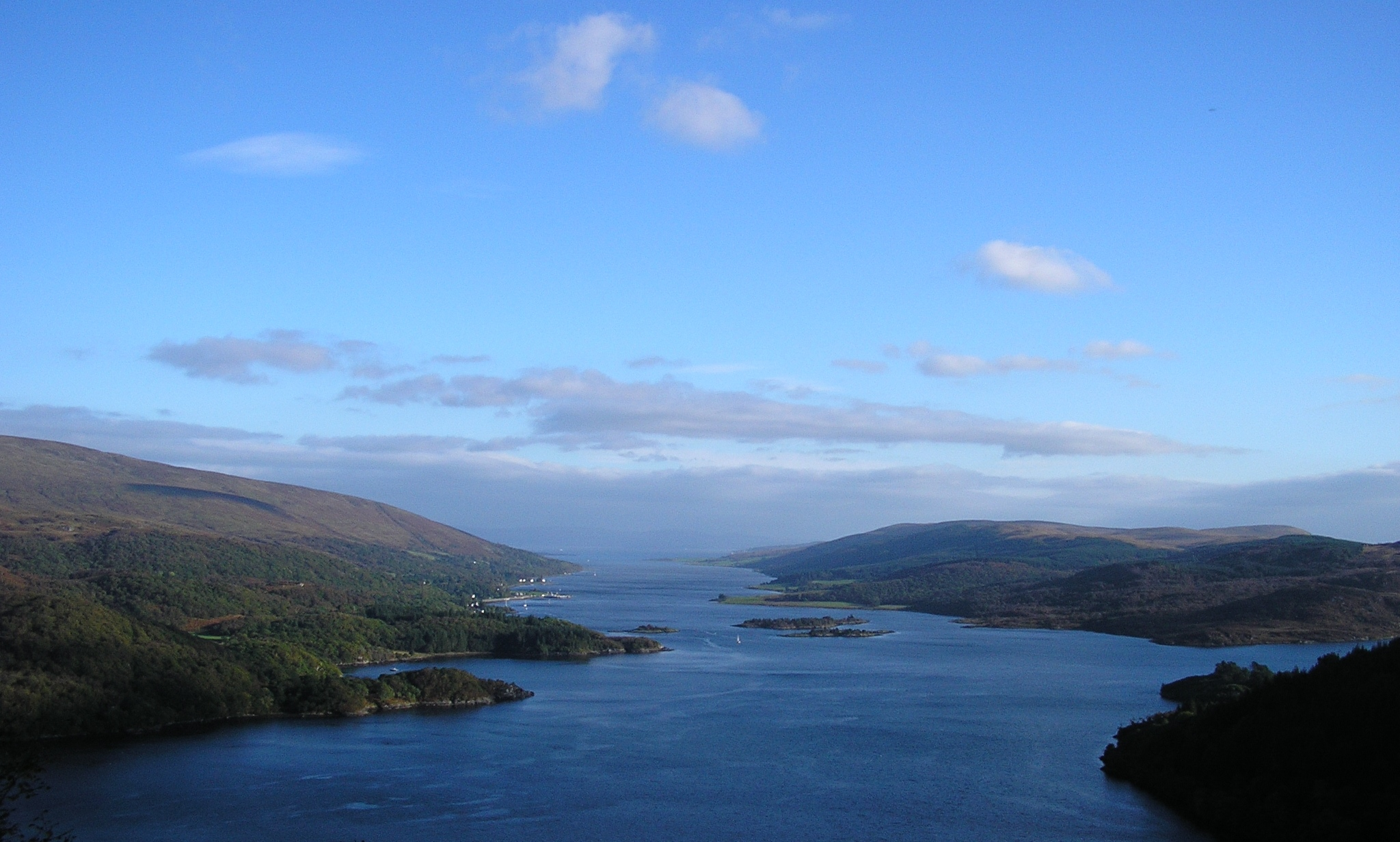
L'area panoramica nazionale di Kyles of Bute in Argyll e Bute.

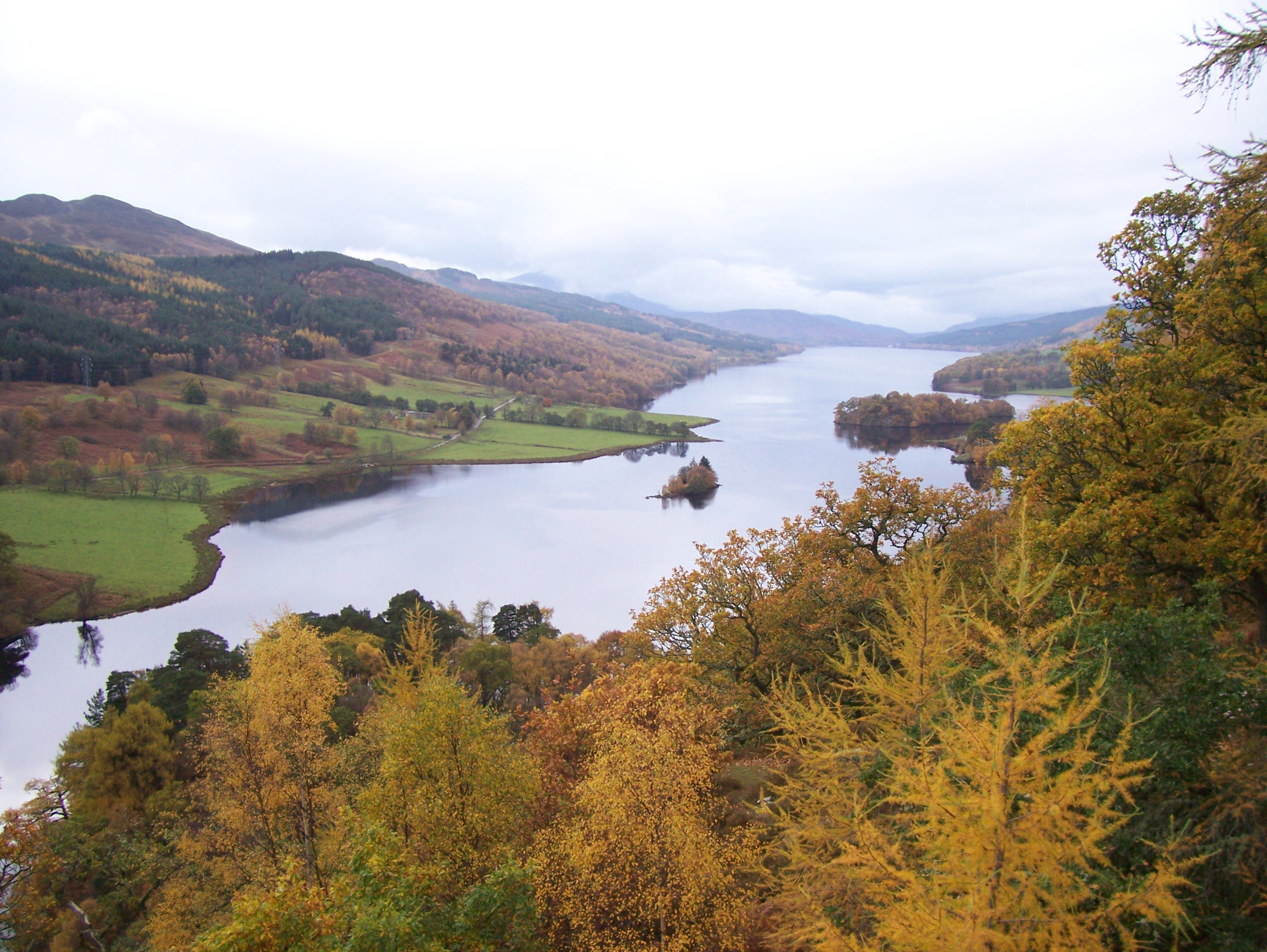
Vista dal Queen's View in autunno

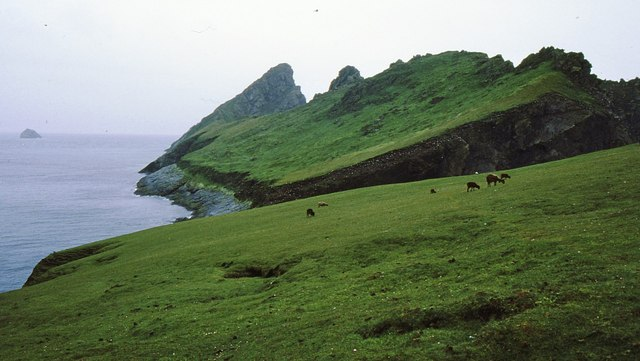
Saint Kilda, Ebridi esterne

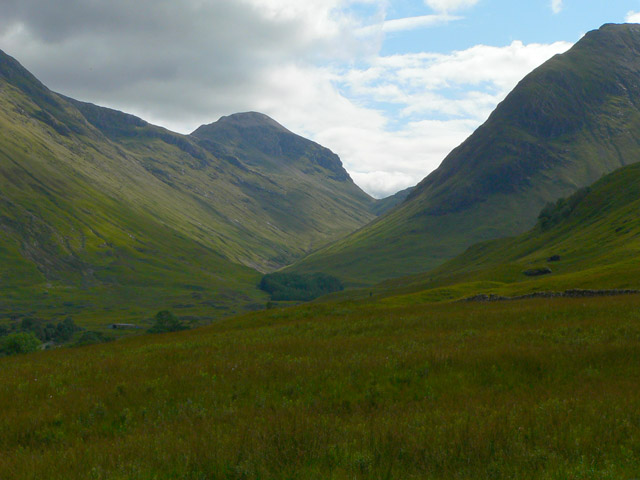
Glen Coe

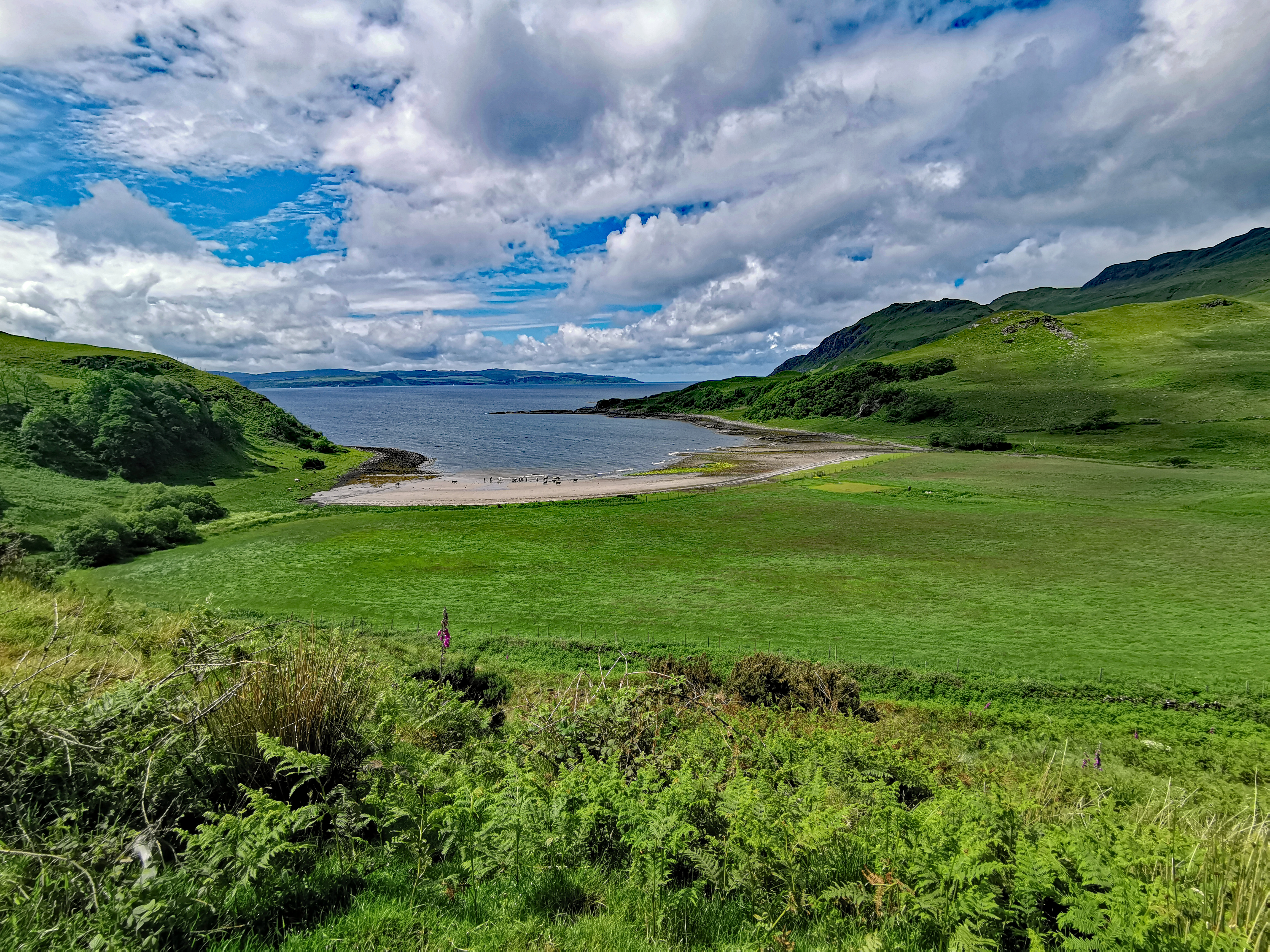
Ardnamurchan

Non esiste un equivalente di un ente parco nazionale per le aree panoramiche nazionali, piuttosto si tratta di una designazione per fornire un livello aggiuntivo di protezione a determinate aree.
Ci sono alcuni tipi di intervento, che normalmente non richiederebbero l'autorizzazione per procedere quando si trovano al di fuori di un'area panoramica nazionale, ma che sono soggette a controlli quando ricadono al loro interno.
Le autorità locali possono elaborare una strategia di gestione per ciascuna delle NSA nel proprio territorio. Questa strategia definisce le qualità speciali dell'area e identifica le azioni necessarie per salvaguardarle. Fino al 2018, solo le tre aree panoramiche nazionali all'interno di Dumfries e Galloway avevano strategie di gestione in vigore.

## Elenco delle aree panoramiche nazionali
Nel 2010 c'erano 40 aree panoramiche nazionali:
| \| Nome \| Superficie terrestre (ha)[4] \| Superficie marina (ha) \| Area totale (ha) \| Amministrazioni locali all'interno dell'area \| \| ---------------------------------- \| ---------------------------- \| ---------------------- \| ---------------- \| ------------------------------------------------------------------------------------------------------ \| \| Assynt-Coigach \| 86.539 \| 43.285 \| 129.824 \| Highland \| \| Ben Nevis and Glen Coe \| 90.334 \| 1.944 \| 92.278 \| Highland/Argyll and Bute/Perth and Kinross \| \| Cairngorm Mountains \| 65.541 \| 0 \| 65.541 \| Highland/Aberdeenshire/Moray (also within Cairngorms National Park) \| \| Cuillin Hills \| 22.726 \| 4.594 \| 27.320 \| Highland \| \| Deeside and Lochnagar \| 39.787 \| 0 \| 39.787 \| Aberdeenshire/Angus (also within Cairngorms National Park) \| \| Dornoch Firth \| 11.542 \| 4.240 \| 15.782 \| Highland \| \| East Stewartry Coast \| 8.447 \| 1.173 \| 9.620 \| Dumfries and Galloway \| \| Eildon and Leaderfoot \| 3.877 \| 0 \| 3.877 \| Scottish Borders \| \| Fleet Valley \| 5.373 \| 481 \| 5.854 \| Dumfries and Galloway \| \| Glen Affric \| 18.837 \| 0 \| 18.837 \| Highland \| \| Glen Strathfarrar \| 4.027 \| 0 \| 4.027 \| Highland \| \| Hoy and West Mainland \| 16.479 \| 7.928 \| 24.407 \| Isole Orcadi \| \| Jura \| 21.072 \| 9.245 \| 30.317 \| Argyll and Bute \| \| Kintail \| 16.070 \| 1.079 \| 17.149 \| Highland \| \| Knapdale \| 20.821 \| 12.011 \| 32.832 \| Argyll and Bute \| \| Knoydart \| 40.201 \| 10.495 \| 50.696 \| Highland \| \| Kyle of Tongue \| 21.093 \| 3.396 \| 24.488 \| Highland \| \| Kyles of Bute \| 4.723 \| 1.016 \| 5.739 \| Argyll and Bute \| \| Loch Lomond \| 28.077 \| 0 \| 28.077 \| Argyll and Bute/Stirling/West Dunbartonshire (also within Loch Lomond and the Trossachs National Park) \| \| Loch na Keal, Isle of Mull \| 13.507 \| 30.742 \| 44.250 \| Argyll and Bute \| \| Loch Rannoch and Glen Lyon \| 48.625 \| 0 \| 48.625 \| Perth and Kinross/Stirling \| \| Loch Shiel \| 13.045 \| 0 \| 13.045 \| Highland \| \| Loch Tummel \| 9.013 \| 0 \| 9.013 \| Perth and Kinross \| \| Lynn of Lorn \| 5.638 \| 10.088 \| 15.726 \| Argyll and Bute \| \| Morar, Moidart and Ardnamurchan \| 17.220 \| 19.736 \| 36.956 \| Highland \| \| North Arran \| 20.360 \| 6.943 \| 27.304 \| North Ayrshire \| \| Nith Estuary \| 14.310 \| 28 \| 14.337 \| Dumfries and Galloway \| \| North West Sutherland \| 23.415 \| 3.151 \| 26.565 \| Highland \| \| River Earn (Comrie to St. Fillans) \| 3.108 \| 0 \| 3.108 \| Perth and Kinross \| \| River Tay (Dunkeld) \| 5.708 \| 0 \| 5.708 \| Perth and Kinross \| \| Scarba, Lunga and the Garvellachs \| 2.139 \| 4.402 \| 6.542 \| Argyll and Bute \| \| Shetland \| 15.486 \| 26.347 \| 41.833 \| Shetland Islands \| \| Small Isles \| 16.271 \| 30.964 \| 47.235 \| Highland \| \| South Lewis, Harris and North Uist \| 112.301 \| 90.087 \| 202.388 \| Ebridi esterne \| \| South Uist Machair \| 6.289 \| 7.025 \| 13.314 \| Ebridi esterne \| \| St Kilda \| 865 \| 6.101 \| 6.966 \| Ebridi esterne \| \| The Trossachs \| 4.850 \| 0 \| 4.850 \| Stirling (also within Loch Lomond and the Trossachs National Park) \| \| Trotternish \| 6.128 \| 1.789 \| 7.916 \| Highland \| \| Upper Tweeddale \| 12.770 \| 0 \| 12.770 \| Scottish Borders \| \| Wester Ross \| 143.881 \| 19.574 \| 163.456 \| Highland \| |                           |                        |                  | |
| Nome | Superficie terrestre (ha) | Superficie marina (ha) | Area totale (ha) | Amministrazioni locali all'interno dell'area                                                           |
| Assynt-Coigach | 86.539                    | 43.285                 | 129.824          | Highland                                                                                               |
| Ben Nevis and Glen Coe | 90.334                    | 1.944                  | 92.278           | Highland/Argyll and Bute/Perth and Kinross                                                             |
| Cairngorm Mountains | 65.541                    | 0                      | 65.541           | Highland/Aberdeenshire/Moray (also within Cairngorms National Park)                                    |
| Cuillin Hills | 22.726                    | 4.594                  | 27.320           | Highland                                                                                               |
| Deeside and Lochnagar | 39.787                    | 0                      | 39.787           | Aberdeenshire/Angus (also within Cairngorms National Park)                                             |
| Dornoch Firth | 11.542                    | 4.240                  | 15.782           | Highland                                                                                               |
| East Stewartry Coast | 8.447                     | 1.173                  | 9.620            | Dumfries and Galloway                                                                                  |
| Eildon and Leaderfoot | 3.877                     | 0                      | 3.877            | Scottish Borders                                                                                       |
| Fleet Valley | 5.373                     | 481                    | 5.854            | Dumfries and Galloway                                                                                  |
| Glen Affric | 18.837                    | 0                      | 18.837           | Highland                                                                                               |
| Glen Strathfarrar | 4.027                     | 0                      | 4.027            | Highland                                                                                               |
| Hoy and West Mainland | 16.479                    | 7.928                  | 24.407           | Isole Orcadi                                                                                           |
| Jura | 21.072                    | 9.245                  | 30.317           | Argyll and Bute                                                                                        |
| Kintail | 16.070                    | 1.079                  | 17.149           | Highland                                                                                               |
| Knapdale | 20.821                    | 12.011                 | 32.832           | Argyll and Bute                                                                                        |
| Knoydart | 40.201                    | 10.495                 | 50.696           | Highland                                                                                               |
| Kyle of Tongue | 21.093                    | 3.396                  | 24.488           | Highland                                                                                               |
| Kyles of Bute | 4.723                     | 1.016                  | 5.739            | Argyll and Bute                                                                                        |
| Loch Lomond | 28.077                    | 0                      | 28.077           | Argyll and Bute/Stirling/West Dunbartonshire (also within Loch Lomond and the Trossachs National Park) |
| Loch na Keal, Isle of Mull | 13.507                    | 30.742                 | 44.250           | Argyll and Bute                                                                                        |
| Loch Rannoch and Glen Lyon | 48.625                    | 0                      | 48.625           | Perth and Kinross/Stirling                                                                             |
| Loch Shiel | 13.045                    | 0                      | 13.045           | Highland                                                                                               |
| Loch Tummel | 9.013                     | 0                      | 9.013            | Perth and Kinross                                                                                      |
| Lynn of Lorn | 5.638                     | 10.088                 | 15.726           | Argyll and Bute                                                                                        |
| Morar, Moidart and Ardnamurchan | 17.220                    | 19.736                 | 36.956           | Highland                                                                                               |
| North Arran | 20.360                    | 6.943                  | 27.304           | North Ayrshire                                                                                         |
| Nith Estuary | 14.310                    | 28                     | 14.337           | Dumfries and Galloway                                                                                  |
| North West Sutherland | 23.415                    | 3.151                  | 26.565           | Highland                                                                                               |
| River Earn (Comrie to St. Fillans) | 3.108                     | 0                      | 3.108            | Perth and Kinross                                                                                      |
| River Tay (Dunkeld) | 5.708                     | 0                      | 5.708            | Perth and Kinross                                                                                      |
| Scarba, Lunga and the Garvellachs | 2.139                     | 4.402                  | 6.542            | Argyll and Bute                                                                                        |
| Shetland | 15.486                    | 26.347                 | 41.833           | Shetland Islands                                                                                       |
| Small Isles | 16.271                    | 30.964                 | 47.235           | Highland                                                                                               |
| South Lewis, Harris and North Uist | 112.301                   | 90.087                 | 202.388          | Ebridi esterne                                                                                         |
| South Uist Machair | 6.289                     | 7.025                  | 13.314           | Ebridi esterne                                                                                         |
| St Kilda | 865                       | 6.101                  | 6.966            | Ebridi esterne                                                                                         |
| The Trossachs | 4.850                     | 0                      | 4.850            | Stirling (also within Loch Lomond and the Trossachs National Park)                                     |
| Trotternish | 6.128                     | 1.789                  | 7.916            | Highland                                                                                               |
| Upper Tweeddale | 12.770                    | 0                      | 12.770           | Scottish Borders                                                                                       |
| Wester Ross | 143.881                   | 19.574                 | 163.456          | Highland                                                                                               |